# Тетія
Те́тія, Те́тіс, Те́фія, Те́фіда (грец. Τηθύς, Tethys — годувальниця) — у давньогрецькій міфології — дочка Урана і Геї, дружина Океана, мати богів та всіх річок; богиня, яка давала життя всім, на що вказує її ім'я. Як божество жіночої статі, вона була уособленням водяної стихії, котра, з другого боку, уособлювалася в чоловічому образі Океана. Гера виросла в родині Тетії і Океана й утекла до них під час боротьби богів з титанами. Іноді відвідувала їх під час сварок із Зевсом («Іліада», XIV, 202). Пізніше Тетію ототожнювали з єгипетською Ісідою. Вівтарі Тетії ставили поряд з вівтарями Океана; в Етрурії був оракул богині.